# Emoia pallidiceps
Emoia pallidiceps — вид сцинкоподібних ящірок родини сцинкових (Scincidae). Мешкає на Новій Гвінеї та на сусідніх островах. 

## Підвиди
Виділяють два підвиди:
- Emoia pallidiceps mehelyi (Werner, 1899);
- Emoia pallidiceps pallidiceps (De Vis, 1890).

## Поширення і екологія
Emoia pallidiceps мешкають на півночі і сході Нової Гвінеї, а також на островах Манам, Каркар, Умбой і Толоківа в архіпелазі Бісмарка та на островах Гуденаф, Фергюссон і Норманбі в групі островів Д'Антркасто. Вони живуть в тропічних лісах, на узліссях і галявинах, в чагарникових заростях, садах і поблизу людських поселень. Зустрічаються на висоті до 1800 м над рівнем моря.